# 太白山橐吾
太白山橐吾（学名：Ligularia dolichobotrys）是菊科橐吾属的植物，为中国的特有植物。分布于中国大陆的陕西等地，生长于海拔2,000米至3,250米的地区，一般生长在林下、山坡、河边或岩石，目前尚未由人工引种栽培。